# Вільгельм Кайзер
У Вікіпедії є статті про інших людей з прізвищем Кайзер.
Вільгельм Кайзер (нім. Wilhelm Kaiser; 30 листопада 1914, Покау-Ленгефельд — 24 вересня 1993, Нідернгаузен) — німецький пілот-бомбардувальник, гауптман (капітан) люфтваффе. Кавалер Лицарського хреста Залізного хреста.

## Біографія
1 жовтня 1935 року поступив на службу в люфтваффе.
Всього за час бойових дій здійснив 180 бойових вильотів.

## Звання
- Лейтенант (1 січня 1938)
- Обер-лейтенант (1 червня 1940)
- Гауптман (1 квітня 1942)

## Нагороди
- Нагрудний знак пілота (1938)
- Нагрудний знак «За поранення»
  - В чорному (10 травня 1940) — за поранення, отримані при катастрофі Ju 87.
  - В сріблі (травень 1941) — 21 або 22 травня був збитий поблизу Криту, але був врятований в морі.
- Залізний хрест 2-го і 1-го класу
- Почесний Кубок Люфтваффе (20 жовтня 1941)
- Німецький хрест в золоті (19 січня 1942) — як обер-лейтенант і ад'ютант 3-ї групи 2-ї ескадри пікіруючих бомбардувальників «Іммельман».
- Лицарський хрест Залізного хреста (4 лютого 1942) — за 125 бойових вильотів.
- Авіаційна планка бомбардувальника в золоті (1942)
- Медаль «За зимову кампанію на Сході 1941/42» (1942)

## джерела
- Die Ordensträger der Deutschen Wehrmacht (CD), VMD-Verlag GmbH, Osnabrück, 2002
- Fellgiebel W.P., Elite of the Third Reich, The recipients of the Knight's Cross of the Iron Cross 1939—1945: A Reference, Helion & Company Limited, Solihull, 2003, ISBN 1-874622-46-9
- Patzwall K., Scherzer V., Das Deutsche Kreuz 1941—1945, Geschichte und Inhaber Band II, Verlag Klaus D. Patzwall, Norderstedt, 2001, ISBN 3-931533-45-X
- Patzwall K.D., Der Ehrenpokal für besondere Leistung im Luftkrieg, Studien zur Geschichte der Auszeichnungen, Band 6, Verlag Klaus D. Patzwall, Norderstedt, 2008, ISBN 978-3-931533-08-3